# AS Gabès
AS Gabès, właśc. Avenir Sportif de Gabès – tunezyjski klub piłkarski z siedzibą w Kabisie.

## Historia
Klub został założony 11 lutego 1978. W sezonie 1984/1985 zadebiutował w rozgrywkach pierwszej ligi, spadł jednak wówczas do drugiej ligi.

### Historia występów w pierwszej lidze
| Sezon   | Liga               | Miejsce      |
| ------- | ------------------ | ------------ |
| 1984/85 | Division Nationale | 14. (spadek) |
| 1995/96 | Division Nationale | 14. (spadek) |
| 2010/11 | Ligue I            | 13.          |
| 2011/12 | Ligue I            | 15. (spadek) |
| 2014/15 | Ligue I            | 15. (spadek) |
| 2016/17 | Ligue I            | 8.           |
| 2017/18 | Ligue I            | 10.          |
| 2018/19 | Ligue I            | 14. (spadek) |

## Reprezentanci kraju grający w klubie
stan na grudzień 2023
|  | - Michaïlou Dramé - Mohamed Sacko - Dio dos Santos - Percy Akoli - Maaz Abboud - Bessam Ahmed - Bilal Sidibé - Mohamed Soudani - Jerry Adriano |  | - Babacar N'Diour - Wael Bellakhal - Saddam Ben Aziza - Bechir Ben Saïd - Nidhal Ben Saïed - Mohamed Ali Ghariani - Hamdi Marzouki - Amir Omrani |